# Linzë
Linzë est un village de l'Albanie, de la préfecture de Tirana.
Lors de la réforme de 2015, elle quitte la municipalité de Dajt pour rejoindre celle de Tirana. Le mont Dajti se trouve sur son territoire.